# 阿達禮
阿達禮（穆麟德轉寫：Adali；1624年11月7日—1643年9月30日），又作阿達里，滿洲愛新覺羅氏。清太祖努爾哈赤曾孫、禮烈親王代善第三子薩哈璘長子。

## 生平
崇德元年（1636年），父薩哈璘死後襲爵為穎郡王。崇德三年（1638年），跟從大軍討伐喀爾喀。崇德五年（1640年）五月，偕同濟爾哈朗駐守義州，迎來歸蒙古多羅特部，擊敗明軍出拒的錦州杏山、松山士兵。退軍後，被賞賜御廄良馬1匹。崇德六年（1641年），圍攻錦州，降城中蒙古台吉諾木齊、吳巴什等，擊敗明朝援兵於錦州南山西岡。明軍再在松山整頓。清軍圍攻松山，擊敗來犯的明軍，斬首1400餘級。崇德七年（1642年），明軍沿海進兵救援，清軍兵迫近松山城下，擊殲其援軍。明將夏承德約定為內應，夜半時分，清軍以梯登城，遂攻克松山。松錦之戰後論功行賞，賜阿達禮鞍馬1匹、蟒緞90匹。再以阿達禮管理禮部，授與議政之職。先是，皇上御篤恭殿，親王以下的臣子皆需侍立，碩託上奏應定禮儀制度，皇上御殿及賜宴，親王以下皆需跪下迎接，皇上升階方起，或起駕回清寧宮亦如是。其後，貝勒阿巴泰討伐明朝薊州，阿達禮偕同多鐸屯兵於寧遠以阻擋明軍。崇德八年（1643年），清太宗皇太極駕崩，碩託與阿達禮謀立睿親王多爾袞，被譴謫而處死。